# Tirza Verrips
Hattirsatha (Tirza) Verrips (Schoonrewoerd, 16 oktober 1945 – Apeldoorn, 3 april 2023) was een Nederlandse beeldhouwer en installatiekunstenaar.

## Leven en werk
Verrips kreeg in zijn jeugd tekenles van onder anderen Marinus Boezem en Jan van Munster in Leerdam en Gorinchem. Voor Boezem voerde hij enkele sculpturen uit. Als kunstenaar heeft hij zich als autodidact ontwikkeld. In samenwerking met Artec Architecten ontwikkelde hij projecten voor de openbare ruimte en nam hij deel aan competities. Zo voerde hij onder andere De Folly uit in het Beekpark in Apeldoorn en een folly in Rotterdam ter gelegenheid van de manifestatie Folly Dock (in samenwerking met het Nederlands Architectuurinstituut), waarvoor hij een eervolle vermelding kreeg van de vakjury.
Als zelfstandig kunstenaar ontwierp hij het plein De Bron en een brug met bronzen sculptuur De Freule over het Apeldoorns Kanaal in Apeldoorn. De werken van Verrips ontstaan op het raakvlak van sculptuur, architectuur en inrichting van de openbare ruimte. Hij heeft enkele monumenten vervaardigd die betrekking hebben op de Tweede Wereldoorlog. Bij zijn laatste opdracht voor een monument, het 'Wiltshire Monument' in Arnhem werkte hij nauw samen met Tamar Oosterlaar (eigenaar van adviesbureau Art Impact). In 2008 nam hij deel aan de internationale Triënnale Apeldoorn 2008 (waarvan hij tevens de organisator was) in de tuin van Paleis Het Loo in Apeldoorn met Prelude.
De kunstenaar woonde en werkte in Apeldoorn. Verrips overleed op 77-jarige leeftijd.

## Werken in de openbare ruimte (selectie)
- Zuil (1982), Pachtersveld in Apeldoorn
- Monument Woeste Hoeve (1992), Oude Arnhemseweg in Hoenderloo
- De keersluis van het Waterschap Veluwe in het Apeldoorns Kanaal (1995) in Hattem
- Brug/sculptuur De Freule (2000), in het Apeldoorns Kanaal in Apeldoorn
- Rotonde en Dupo-brug (2002), Kanaalweg/Imboslaan in Spankeren
- Folly (2004), Beekpark in Apeldoorn
- De dwangarbeider (2004), Marktplein in Apeldoorn
- Holocaust monument (2005), Paslaan in Apeldoorn
- Interactieve ring (2008), Brinklaan/Nieuwstraat in Apeldoorn
- Zitsteen (2009) met tekst van T. van Deel, Bronspark in Apeldoorn
- Sparkling Bench (2010), Normastraat (zijstraat van Tannhäuserstraat) in Apeldoorn
- Wiltshire monument (2010), gedenkmonument in de wijk Schuytgraaf in Arnhem

## Fotogalerij

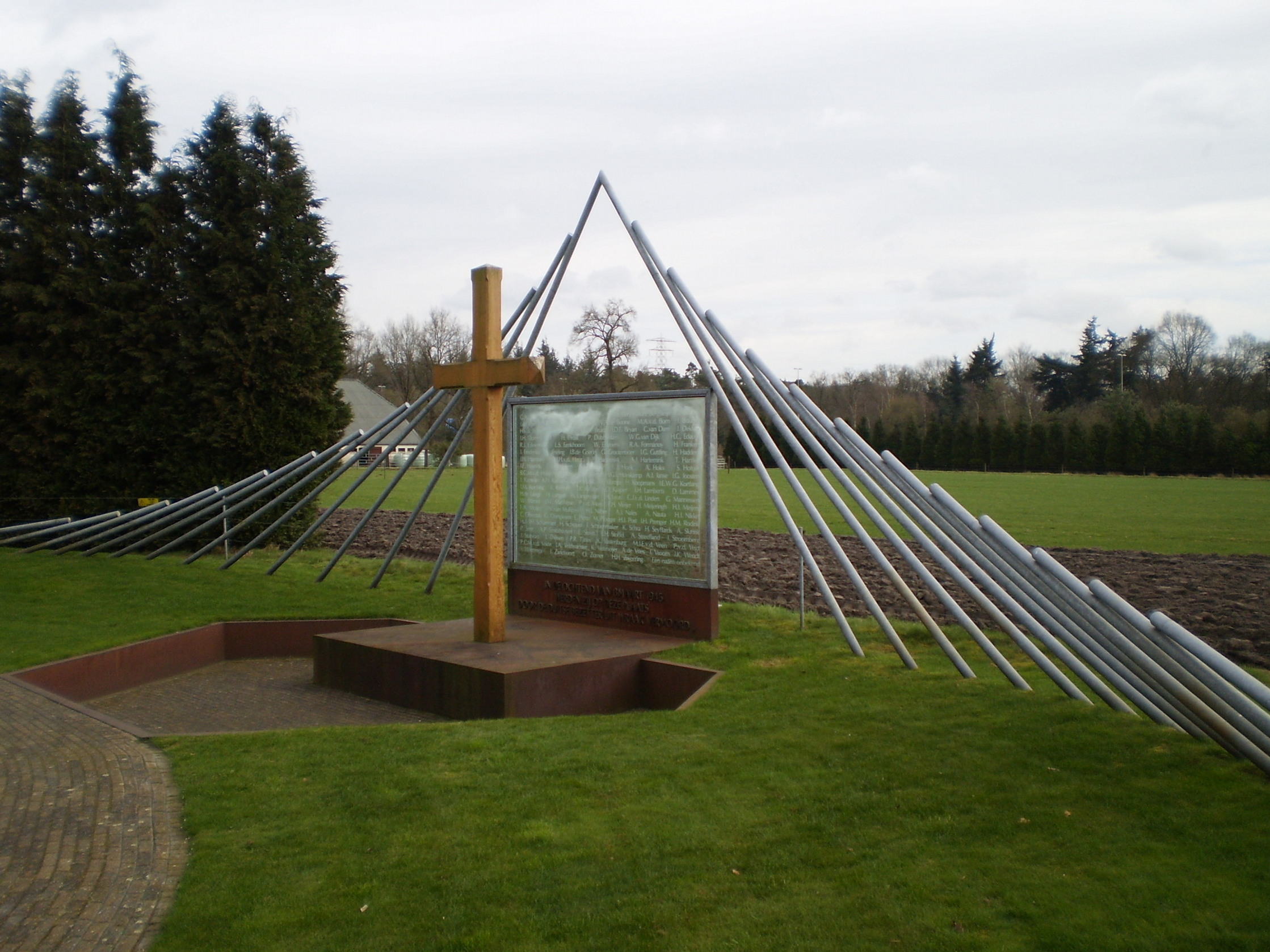
Monument Woeste Hoeve
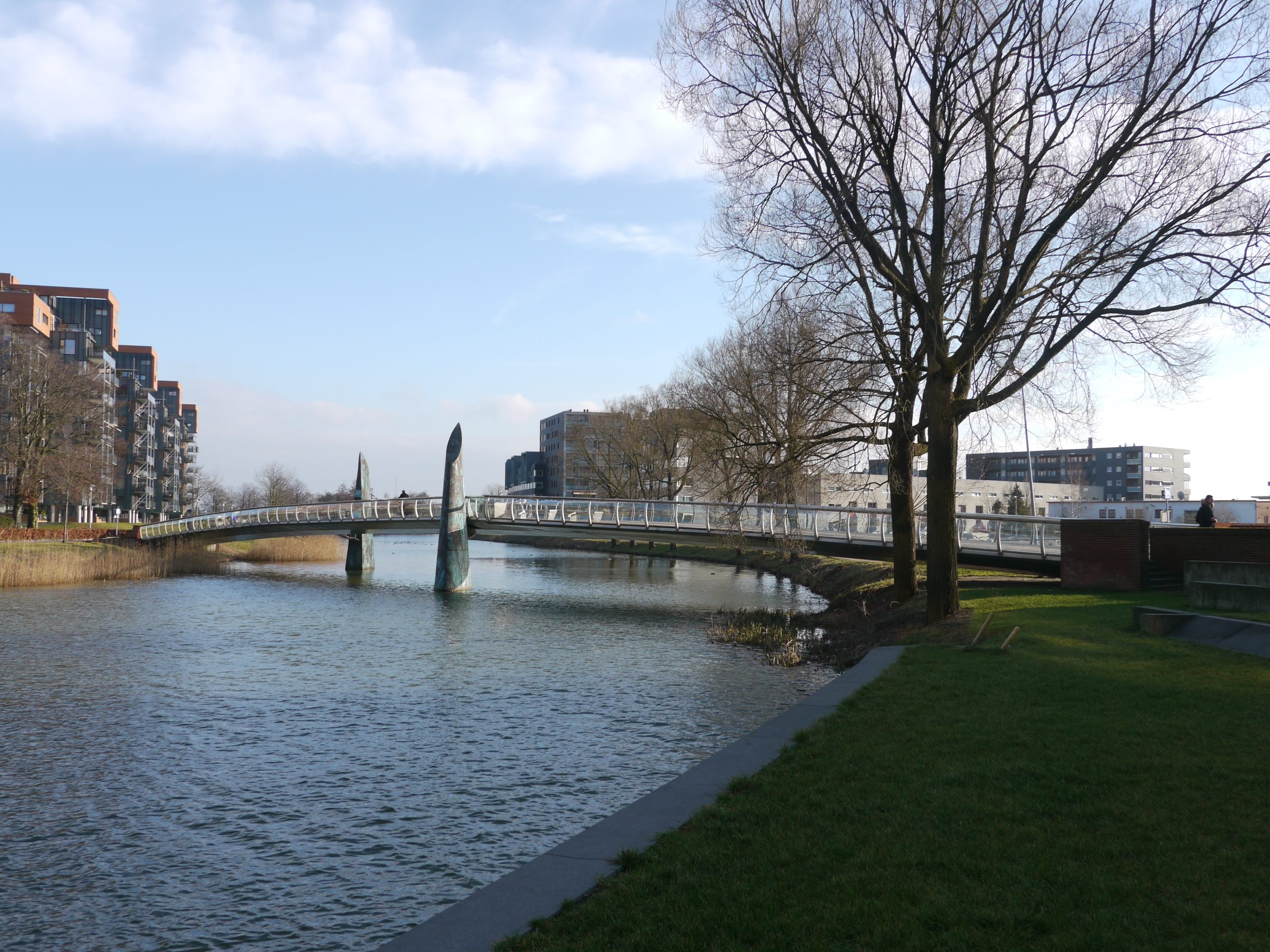
De Freule
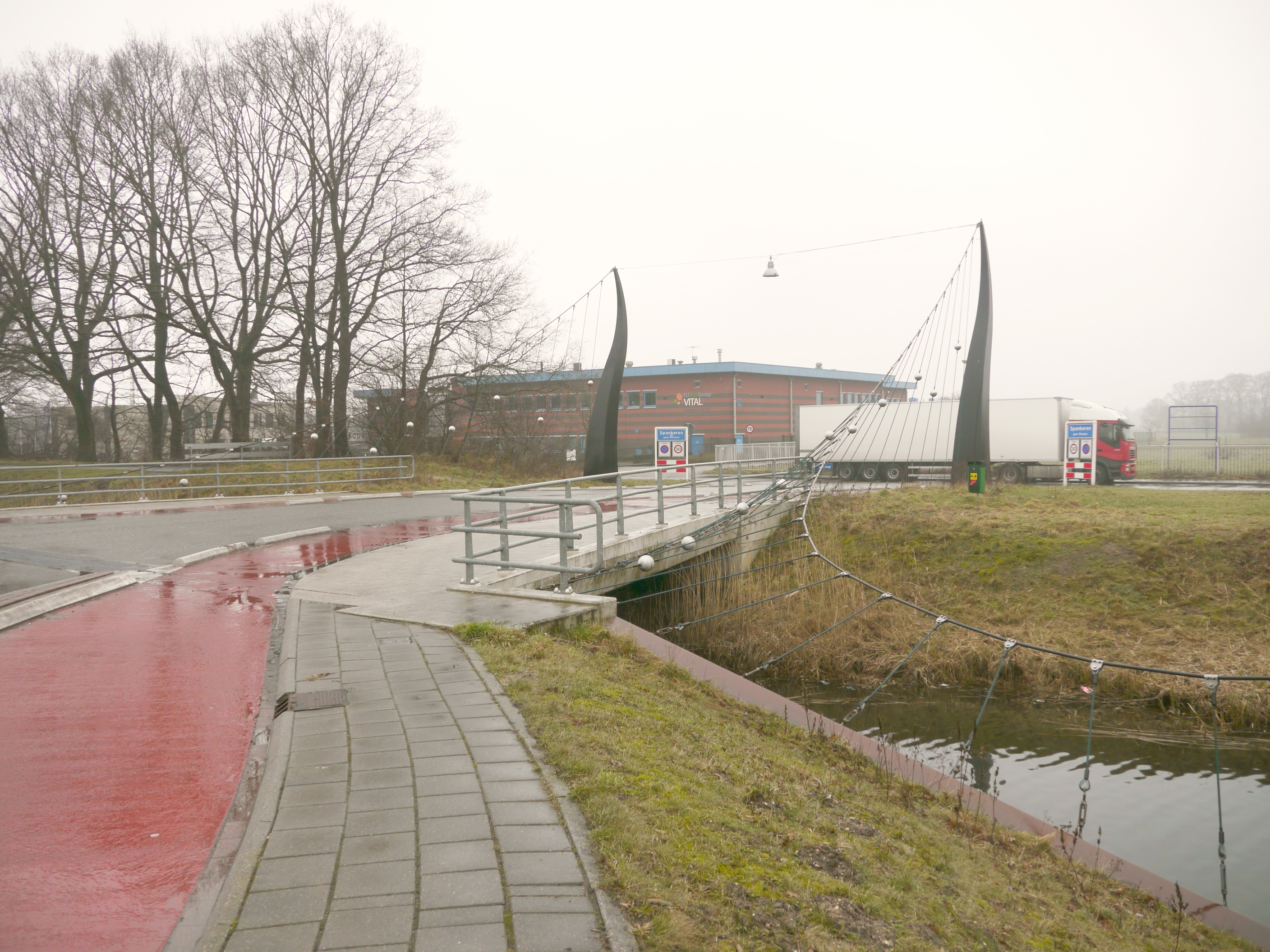
Dupo-brug
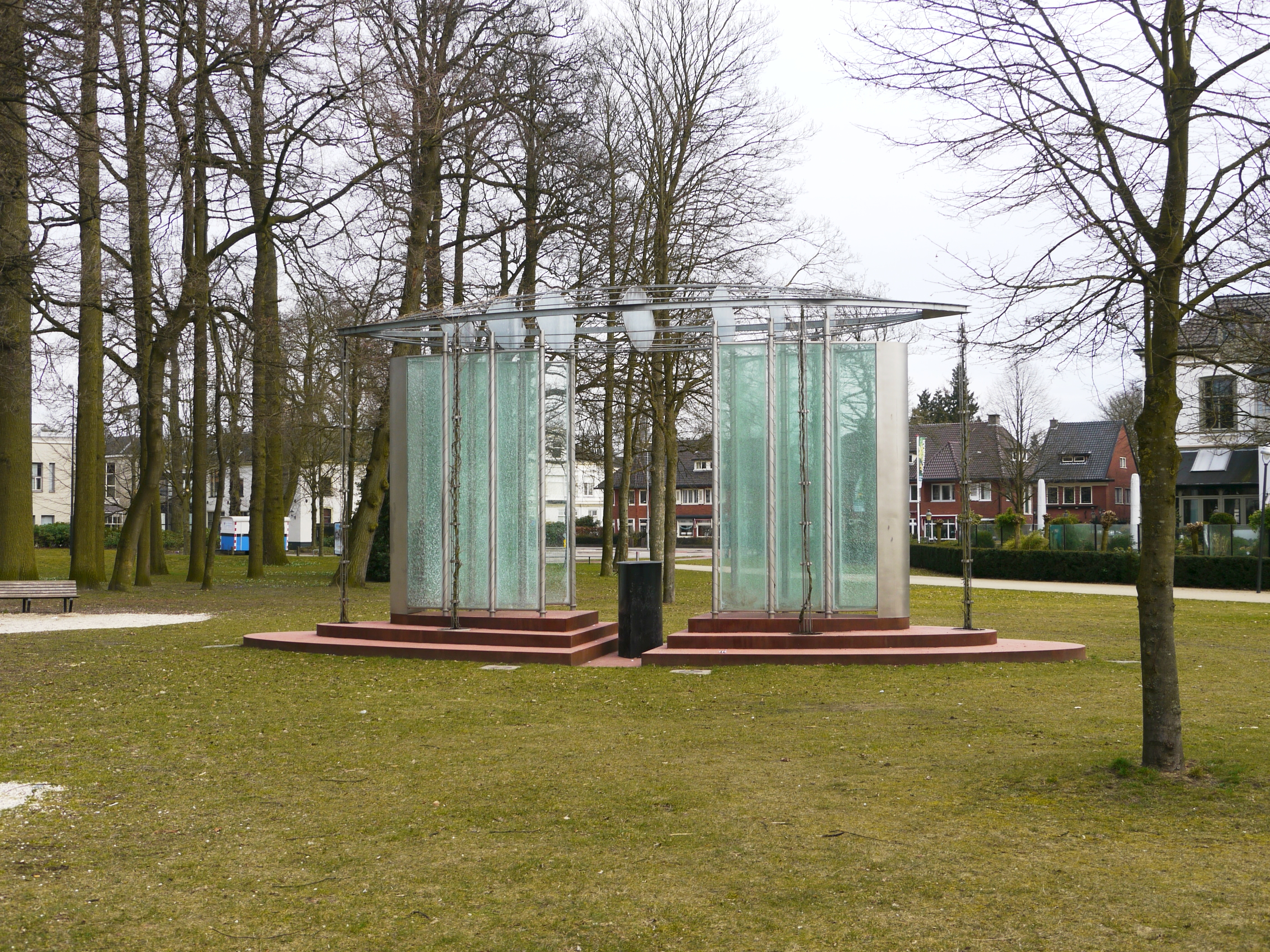
Folly
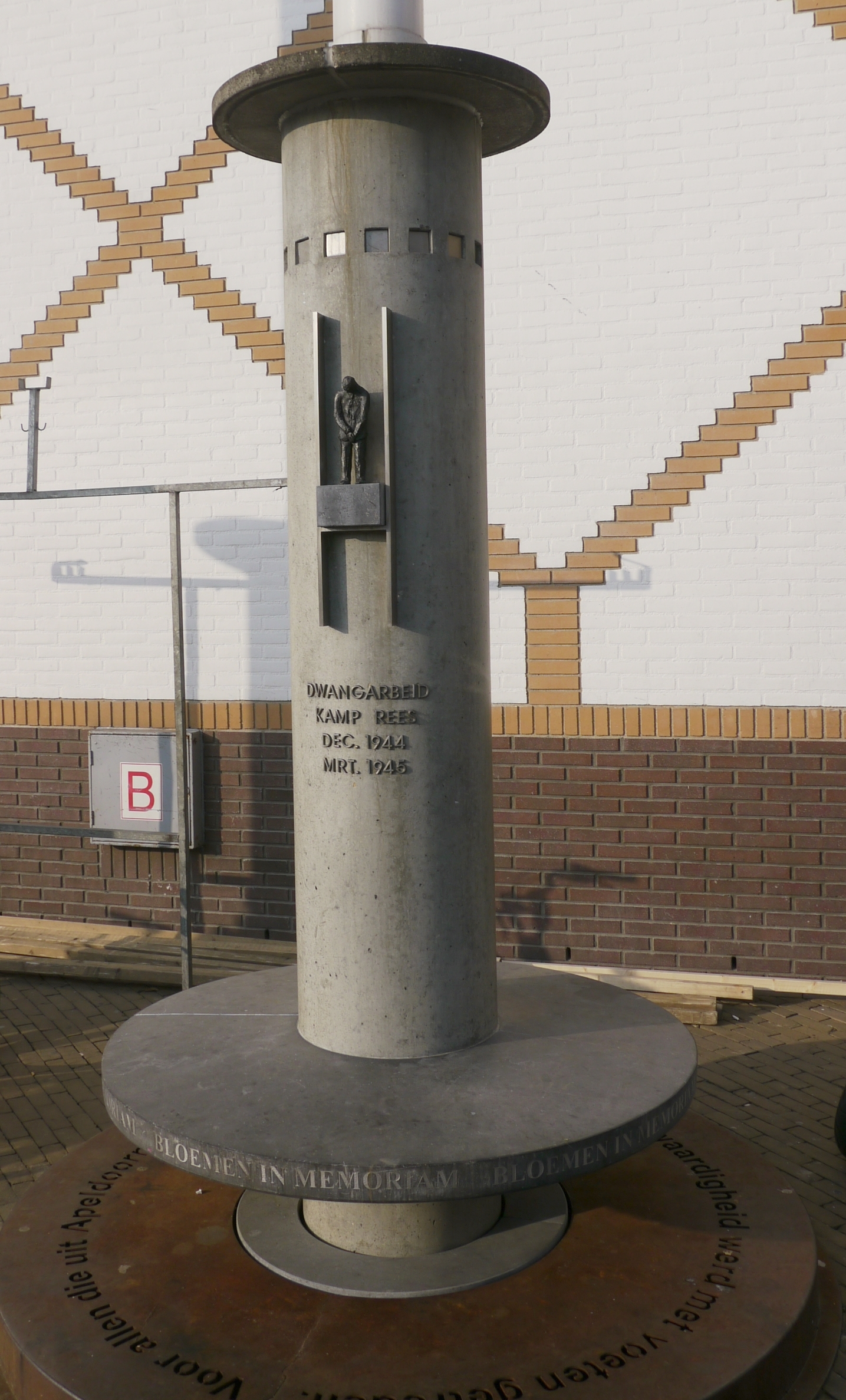
De dwangarbeider
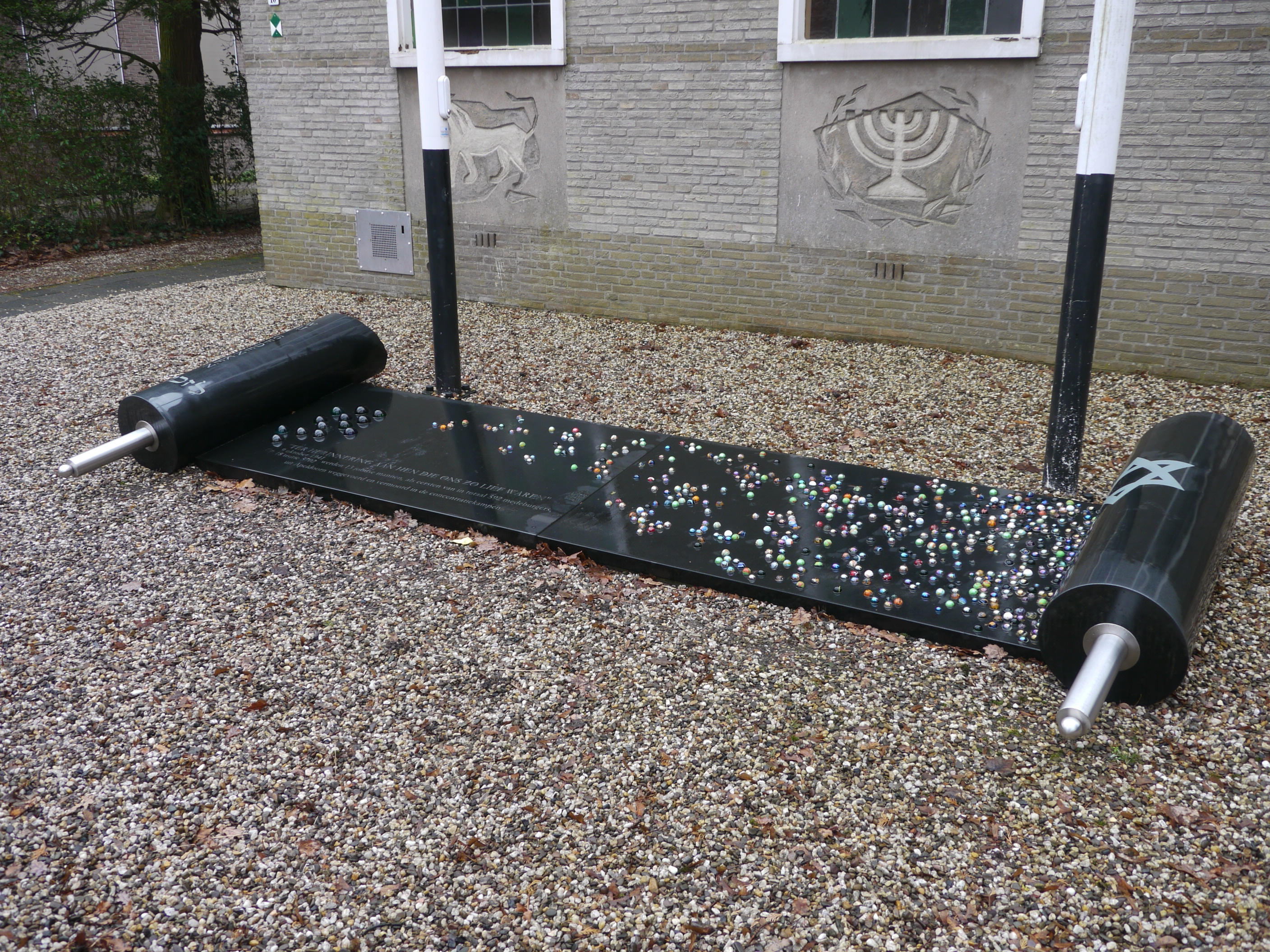
Holocaustmonument
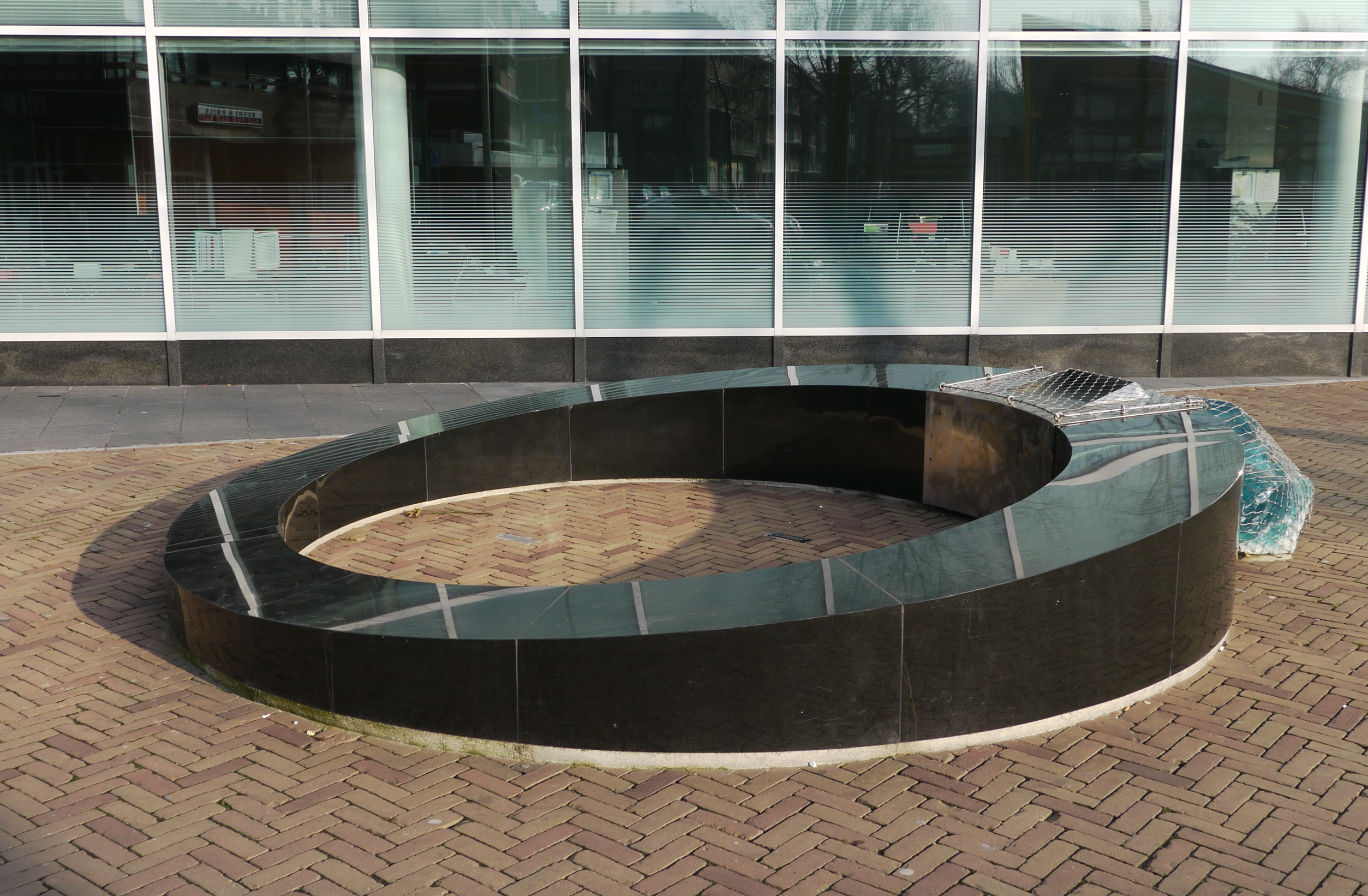
Interactieve ring
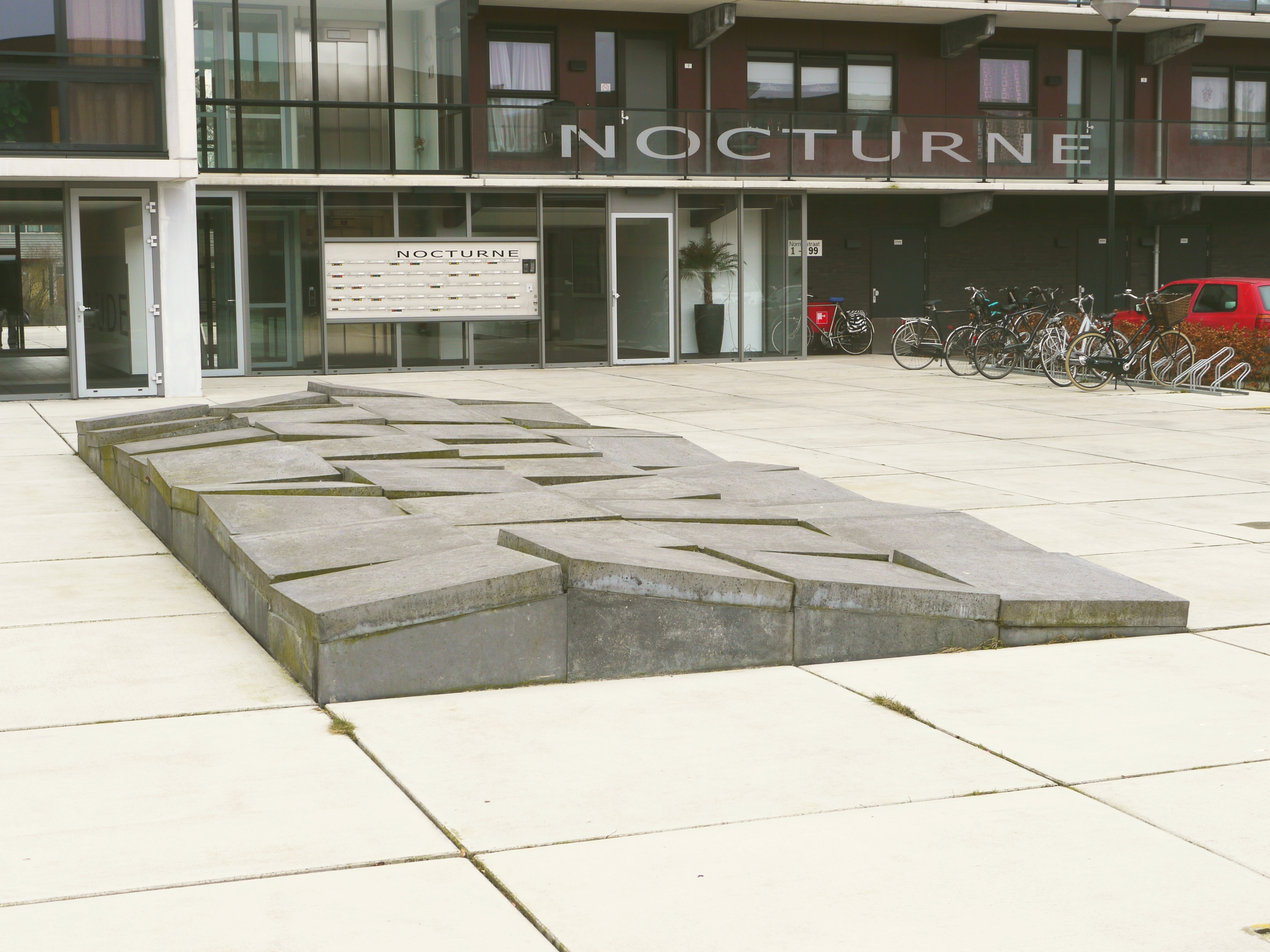
Sparkling Bench
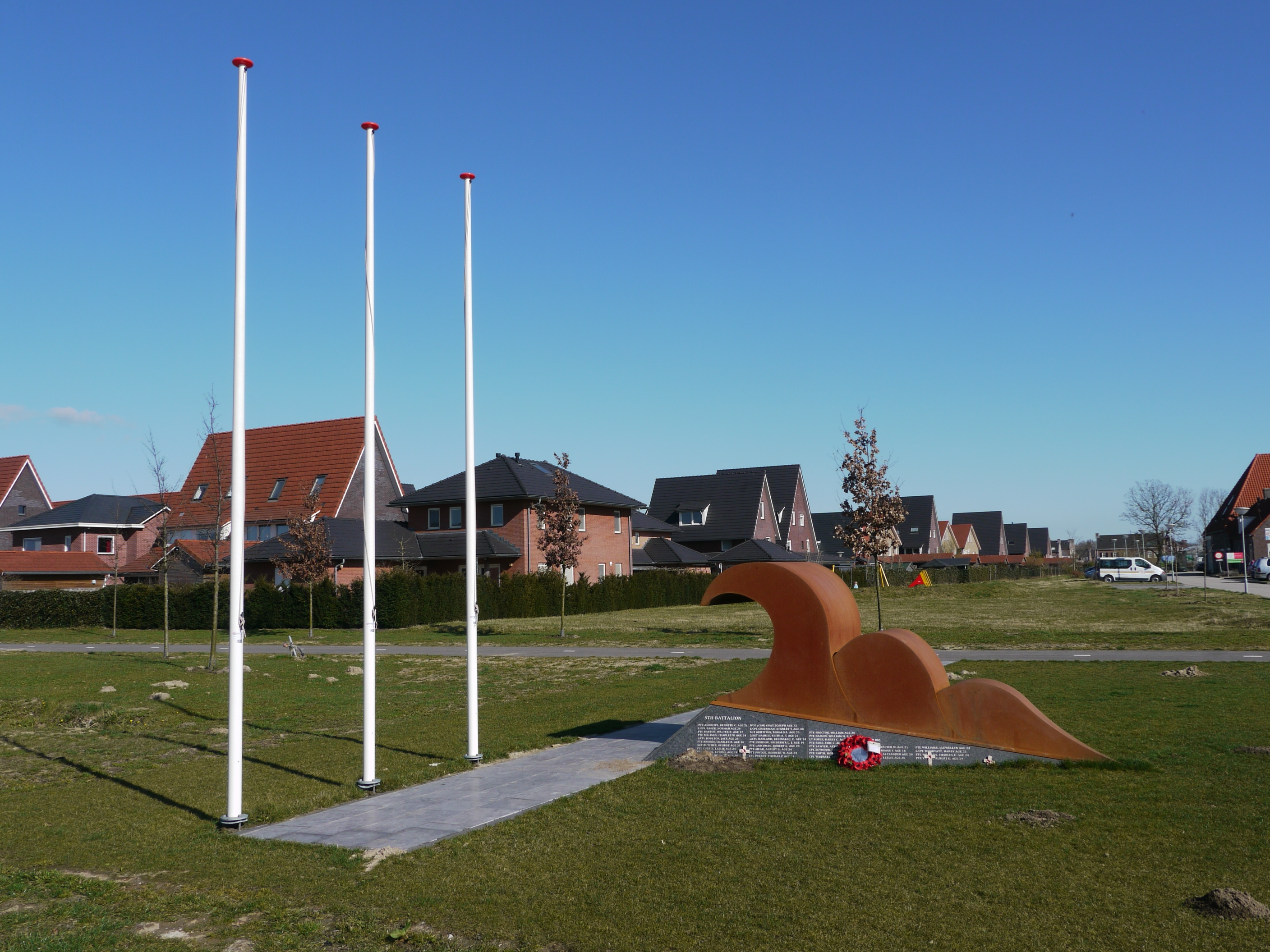
Wiltshire monument